# 중국국제무역촉진위원회
중국국제무역촉진위원회(CCPIT, 영문전명 China Council for the Promotion of International Trade)는 1952년 설립된 중국 전국적인 대외무역투자촉진기구이다. 또한 중국 국제 상공 회의소(중국어: 中国国际商会, CCOIC)의 이름으로 간다. CCPIT는 상무부 산하에 있다.
2017년 7월 기준으로 중국 국제무역촉진위원회는 17개 업종분회, 48개 지방분회, 600여 개 지회, 현급 국제상공회의소를 두고 있으며 전국 회원사를 7만 개 가까이 보유하고 있다.
중국 대외무역 진흥 및 외국의 선진기술 도입과 투자 유치, 외국과 각종 형태의 경제, 기술협력 활동을 위해 1952년 설립된 기관이며 최근 COVID-19 전염병에 대응하여 CCPIT은 계약 상 무역 의무를 이행할 수 없는 중국 기업에 불가항력 인증서를 발급한 기관이다.